# 中島正裕
中島 正裕（なかしま まさひろ、1961年7月13日 - ）は、福岡県福岡市中央区出身のプロゴルファー。

## 来歴
福岡市立警固小学校→警固中学校を経て、柳川高校 では野球部に在籍。
九州産業大学芸術学部写真学科卒業後の1986年に麻生飯塚ゴルフ倶楽部へ入社し、同年のプロテストに合格。
1987年の九州オープンでは初日を川上典一・柴田昇・渋谷稔也・上田鉄弘と並んでの10位タイでスタートし、2日目には柴田・渋谷と共に秋富由利夫と並んでの9位タイに着け、3日目には3位タイに浮上すると、最終日には4位タイに入った。
1989年のアコムダブルスでは牧野裕とペアを組み、3日目には1ラウンド大会新の12バーディーを奪って首位の川俣明&川俣茂兄弟ペアと1打差2位に着け、最終日には秋富&入江勉ペアと並んでの6位タイに終わった。
1990年のNST新潟オープンでは初日を水巻善典・川俣茂・中嶋常幸と共に3アンダー69の2位タイでスタートし、1991年からは若木ゴルフ倶楽部に所属。
1996年の久光製薬KBCオーガスタを最後にレギュラーツアーから引退し、ゴルフ場運営に関わった後は帰福し家業に専念。
2006年には株式会社トーマイ、2007年には株式会社ジェクトの代表取締役に就任。
2011年には福岡市議会議員選挙に立候補して落選するが、2度目の挑戦となった2015年に初当選し、2019年には2期目、2023年には3期目と連続当選している。
現在は若宮神社総代会責任役員、福岡中央リトルシニアチーム会長、日本プロゴルフ協会理事、九州プロゴルフ研修会会長も兼任。